# آرتور پوپ
آرتور آپهم پوپ (به انگلیسی: Arthur Upham Pope) (زاده ۷ فوریه ۱۸۸۱ رودآیلند – درگذشته ۳ سپتامبر ۱۹۶۹ شیراز) مورخ شهیر آمریکایی آثار هنری ایران بود.
او یکی از بنیان‌گذاران مؤسسه آسیایی دانشگاه پهلوی بود و مدت ۲۴ سال آن را هدایت نمود. پوپ از بزرگ‌ترین محققینی بوده که فرهنگ و معماری ایران را به جهانیان معرفی کرد.

## زندگی
پوپ در شهر فینیکس ایالت رودآیلند آمریکا زاده شد. پدرش یک کشیش بود. در دانشگاه براون و دانشگاه کرنل و دانشگاه هاروارد تحصیل فلسفه کرد. در ۱۳۰۴ به دعوت حسین علاء به تهران آمد و برای مقامات دولتی و رضاشاه در مورد هنر ایرانی سخنرانی کرد. سپس از ۱۳۰۴ تا ۱۳۱۴ مشاور افتخاری دولت ایران و عضو فرهنگستان ایران شد.
پوپ صدها سخنرانی مهم در سرتاسر جهان از ایران انجام داد. به‌طور نمونه به مدت یک سال از طرف دانشگاه هاروارد به موسسات آموزش عالی فرانسه سفر کرد و سخنرانی تحت عنوان «سهم ایرانیان در پیدایش معماری گوتیک» (Persian Contributions to the Beginnings of Gothic Architecture) ارائه کرد. گفته می‌شود که وی سخنران بسیار متبحری بود.
او و همسرش نمایشگاه‌های زیادی در معرفی آثار هنری ایرانی در جهان برپا کردند. به‌طور مثال در سال ۱۹۴۰ میلادی پوپ و موزه‌های بزرگ آمریکا ۲۸۰۰ شی مکشوف در ایران را در نمایشگاهی در نیویورک تحت عنوان «شش هزار سال هنر پارسی» (Six Thousand Years of Persian Art) به نمایش گذاشتند. تنها کاتالوگ فهرست اشیای آن ۳۵۰ صفحه بود. از نمایشگاه‌های مهم دیگر پوپ می‌توان موارد زیر را نام برد:
- فیلادلفیا در ۱۹۲۶
- لندن ۱۹۳۱
- لنینگراد ۱۹۳۵
- مسکو در ۱۹۳۵
- نیویورک ۱۹۶۰
- بالتیمور ۱۹۶۰
- فیلادلفیا ۱۹۶۰
- واشینگتن دی سی ۱۹۶۰
- شیراز ۱۹۶۸
- تهران ۱۹۶۸
- اصفهان ۱۹۶۸

### احیای فرهنگ و هنر ایران باستان
در سال ۱۹۲۵ پوپ برای نخستین بار به ایران سفر کرد و برای سخنرانی در حضور رضاخان (که در آن زمان نخست‌وزیر ایران بود) دعوت گردید. سخنان او را دکتر عیسی صدیق (که از دوستان نزدیک آرتور پوپ بود) به فارسی ترجمه کرد. پوپ در سخنانش بسیار از هنر و معماری ایران باستان تمجید و تعریف کرد و خیلی مایل بود ایرانیان قدر هنر و تاریخ هنر خویش را بدانند. او در آن جلسه تأکید کرد که معماری ایرانِ جدید بجای الگوبرداری از معماریِ مدرنِ غرب بایستی از روی معماریِ کهنِ خویش الگو بگیرد. سخنرانی پوپ در آن روز بسیار رضاخان را تحت تأثیر قرار داد و شعله‌های ملی‌گرایی را در وی بسیار افروخت. به‌طور مثال از همین‌جا بود که می‌توان نفوذ دکتر پوپ را در طراحی ساختمانهایی همچون شعبه اصلی بانک ملی، کاخ مرمر، و موزه ایران باستان دید.
به دلیل علاقه وافر پوپ به هنر و معماری ایران، در همان زمان رضاخان به پوپ اجازه مخصوص دیدار و رفت‌وآمد در بناها و اماکن مذهبیِ تاریخی کشور (که تا آن زمان به افراد خارجی هرگز داده نمی‌شد) به دکتر پوپ را اعطا کرد. پوپ نیز در نتیجه همین مطالعات برای نخستین بار در تاریخ این بناها را به جهانیان معرفی نمود. ساخت و نمایش یک ماکت با مقیاس کوچک از مسجد شاه در شهر فیلادلفیا (بنام Persia Pavilion) یکی از این تلاش‌های دکتر پوپ است.
در میانه سال‌های دهه ۱۹۲۰، به توصیه آرتور پوپ، رضاشاه دستور به بازسازی و مرمت کلی مسجد شیخ لطف‌الله را داد.

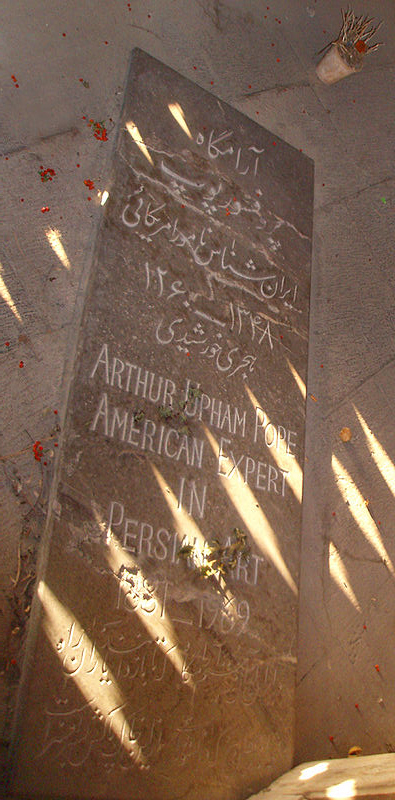
سنگ قبر آرتور پوپ

### نقل مکان به ایران پس از نیویورک
پس از جریان پرونده سناتور مک‌کارتی که در نتیجهٔ آن پوپ مجبور به بازنشستگی گردید، او و همسرش همچنان به مطالعات ایرانشناسی خود ادامه دادند. تا اینکه در سال ۱۹۶۴ توسط محمدرضا شاه پهلوی به ایران دعوت گردیده و در دانشگاه تهران به او دکترای افتخاری دادند. او پیشتر نشان تاج و نشان همایونی را دریافت کرده بود. اما اینبار شاه از او درخواست کرد که به ایران نقل مکان کرده و دائم در شیراز اقامت گزیند تا بتواند مستقیماً دانشگاه پهلوی به تحقیقات و فعالیتهای فرهنگی و علمی ایرانشناسی خویش ادامه دهد. وی نیز پذیرفت و در ۱۳۴۴ با همسرش فیلیس اکرمن در شیراز اقامت نمود. در یکی از کتابهایش در این زمینه نوشته شده:
«با عزم و شوق به ایران آمدم تا به زیارت سرزمین رویاهایم، ایران، بروم.»
آنها محل اقامت خود در نارنجستان قوام را مبدل به مؤسسه آسیایی دانشگاه پهلوی کردند؛ و در همان‌جا بود که موفق شدند محققین ایران‌شناس زیادی را گرد آورند از جمله دکتر جی گلاک (Jay Gluck)، نوئل سیور (Noël Siver)، و دکتر فرای که بعدها جانشین پوپ گردید.
پوپ با وجود اینکه در آن زمان ۸۷ سال عمر داشت در سال ۱۹۶۸ موفق شد ۲۷۰ محقق از ۲۶ کشور را در «پنجمین کنگره بین‌المللی هنر و معماری ایران» در شیراز گردهم آورد. او یک سال بعد درست در زمانی که قصد داشت معماری حرم امام هشتم شیعیان در شهر مشهد را مطالعه کند درگذشت.
هم اینک چندی از نوادگان وی نیز در ایران سکونت دارند.

## مخالفین

### در آمریکا
پوپ دوستان زیادی در موزه هرمیتاژ روسیه داشت و لذا در طی سالیانی که با آنان همکاریهای زیادی داشت دوستان زیادی در روسیه پیدا کرد و از همین رو بود که پس از جنگ جهانی دوم و آغاز جنگ سرد، او و همسرش مظنون به رفت‌وآمد در دوایر کمونیستی گردیدند که موجب شد برخی نهادهای فرهنگی و مالی آمریکا از حمایت از تلاشهای فرهنگی او دست کشیده و حتی نهایتاً سر و کارش با سناتور جوزف مک‌کارتی افتاد که در آن زمان شعله‌های ضدکمونیستی اش تمام آمریکا را دربر گرفته بود. در سال ۱۹۵۴ او سرانجام مجبور به کناره‌گیری از پست و مقام خود در مؤسسه آسیا شد.

### در ایران
پوپ در ایران مخالفینی نیز داشت. وی که با جلوگیری از خروج آثار تاریخی ایران مخالف بود از آن جهت که باعث شناسایی بیشتر می‌شود توسط مخالفان متهم به «چپاول» از راه خارج کردن بسیاری از آثار ایران به بیرون از کشور شد. هزاران قطعه شی که توسط تیمهای باستان‌شناسی زیر مدیریت پوپ کشف شده بودند سر از موزه‌های بزرگ آمریکا و انگلیس درآوردند.

## آرامگاه در ایران

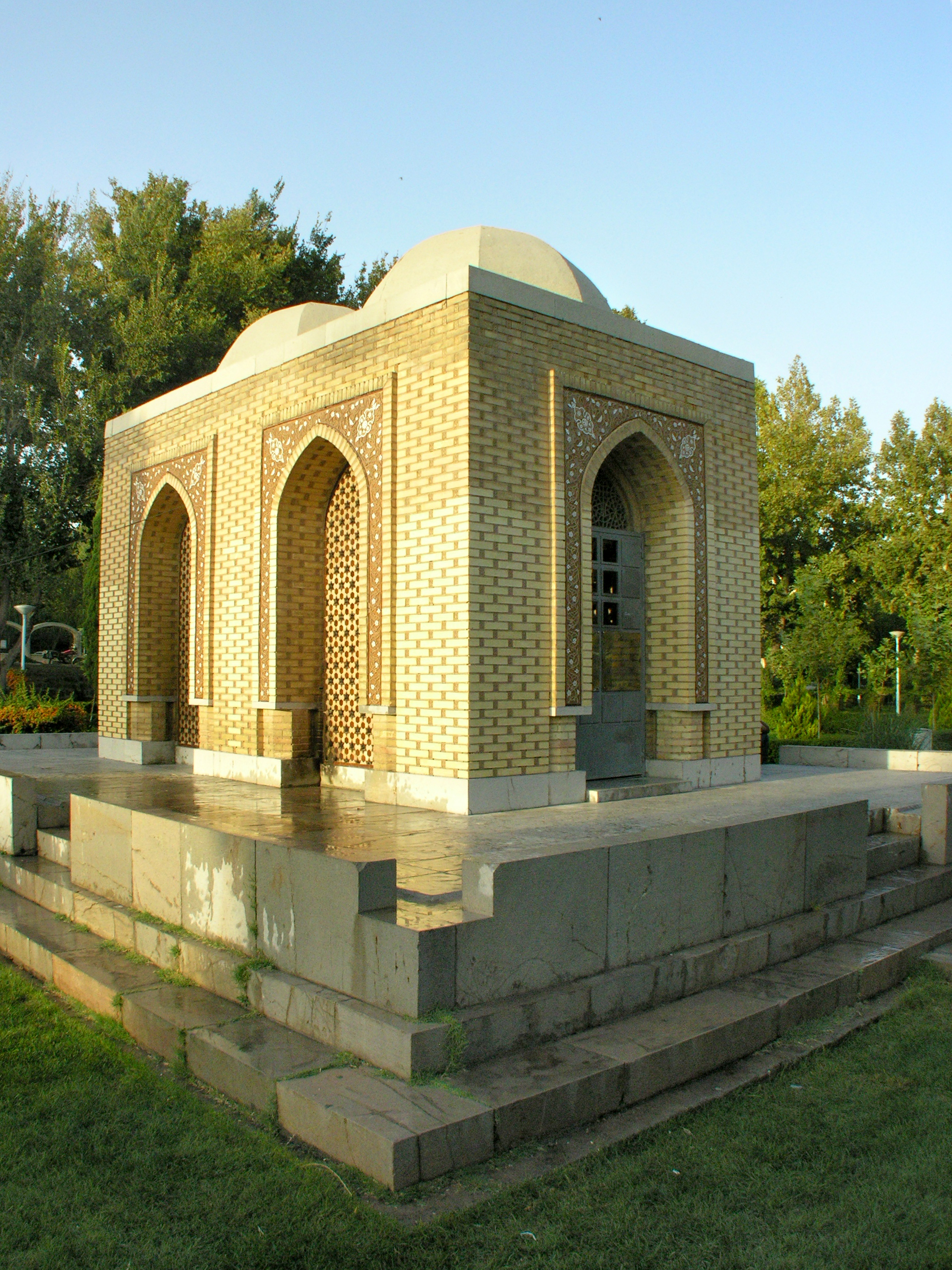
آرامگاهی که توسط محسن فروغی برای آرتور پوپ و همسرش فیلیس اکرمن در اصفهان ساخته شد.

در پی درخواست از محمدرضا پهلوی، آرامگاهی برای دکتر پوپ در اصفهان در ساحل زاینده‌رود نزدیک پل خواجو توسط دوست پوپ محسن فروغی ساخته شد که پس از درگذشت در آن‌جا به خاک سپرده شود. همسر وی فیلیس اکرمان نیز در همان آرامگاه به خاک سپرده شد و چند سال بعد دکتر ریچارد فرای نیز از محمود احمدی‌نژاد خواست در آن محل به خاک سپرده شود.
اما پس از درگذشت فرای، تعدادی بسیجی و لباس شخصی در شهر اصفهان دست به تعرض به آرامگاه پوپ زدند: در این تعرض مقبره وی با بمب‌های گرافیکی آغشته به شعارهای ضد آمریکایی شده بود. این گروه در مراسمی تهدید کرد که در صورت آوردن جسد فرای به اصفهان آن را نبش قبر کرده و خواستار تخریب آرامگاه پوپ و همسرش نیز شدند. اما با همت جوانان اصفهانی لوح آرامگاه پوپ که هتک حرمت شده بود ترمیم شد و لوحی هم به افتخار فرای نهاده شد.

## آثار
معروفترین اثر پوپ کتاب بررسی هنر ایران (A Survey of Persian Art) نام دارد که توسط انتشارات دانشگاه آکسفورد در شش جلد در سال ۱۹۳۹ به چاپ رسید. این نخستین باری بود که چنین گزارشی مفصل از هنر و تاریخ هنر ایران در جهان به غرب معرفی می‌شد. این اثر معروفش تا به امروز از مفصل‌ترین بررسی‌های آثار تاریخ هنر ایران به‌شمار می‌آید. از آثار مهم دیگر او می‌توان موارد زیر را اشاره کرد:
- مقدمه‌ای بر هنر ایران از قرن هفتم میلادی به این سو (An Introduction to Persian Art since the Seventh Century A.D)
- شاهکارهای هنر ایران
- معماری ایران

اما از نظر اهمیت ایرانشناسی، شاید بتوان گفت که مهم‌ترین اثر پوپ گنجینه تصاویری است که با همسرش از ایران تهیه نمود: او در میان سال‌های ۱۹۲۹ تا ۱۹۳۹ مجموعاً نزدیک به ۱۰ هزار تصویر از بناهای تاریخی ایران عکسبرداری کرده که هنوز هم پس از سال‌های سال در دانشگاه‌های غرب ایران‌شناسان از آنها استفاده می‌کنند.

### فهرست آثار منتشر شده در زمینه هنر ایران
- An Introduction to Persian Art since the Seventh Century A.D. London: Peter Davies, 1930. ——. New York: Scribner’s, 1931.
- A Survey of Persian Art from Prehistoric Times to the Present. London and New York: Oxford University Press, 1938–1939. 6 vols. ——. Reprint ed. [2d ed.] Tokyo [etc.]: Meiji Shobo [etc., 1964] 12 vols. ——. Reprint ed. [2d ed.], 2d impression. Tokyo [etc.]: Meiji Shobo [etc., 1967] 12 vols. The title pages of these volumes vary slightly from those of the 1964 ed. ——. Vol. XIV,
- New Studies 1938–1960. Proceedings, the IVth International Congress of Persiaian Art and Archaeology, April 24–May 3, 1960. Tokyo [etc.]: Meiji Shobo[etc., 1967] Pp. 2879–3205, O/i–O/xi. ——. Vol. XIII, fascicle, Addendum A—The Andarz Nama. Proceedings, the IVth International Congress of Persiaian Art and Archaeology, April 24–May 3, 1960. Tehran [etc.]: Persian Art [etc., 1968] Pp. A/1–A/66. ——. Temporary fascicle, Vol. XV,
- Persia & The Far East. Proceedings, the IVth International Congress of Persiaian Art and Archaeology, April 24–May 3, 1960. Tehran [etc.]: Persian Art [etc., 1968] Pp. 3207–3310. ——. Reprint ed. [3d ed.] Tehran: Soroush Press [1977] 16 vols. , including addenda and bibliographies. ——. 3d ed. , 2d impression. Ashiya [Japan]: SoPA [1981] 16 vols. in 18.
- Masterpieces of Persian Art. With contributions by Phyllis Ackerman and Eric Schroeder. New York: The Dryden Press [c1945] ——. London: Peter Owen [1960] ——. Toronto: Copp Clark, 1960. ——. Reprint ed. Westport, Conn. : Greenwood Press [1970, cl945]

### فهرست آثار منتشره در زمینه معماری ایران
- “Killed for Photographing a Fountain! Camera as a Record of World-Famous Persian Architecture,” Photography (London), vol. 5, no. 49, September 1936, pp. 4, 48. Reprinted in Surveyors of Persian Art, pp. 172–177.
- “The Architecture of the Islamic Period. An Historical Outline. A. Introduction,” in Survey. London and New York: Oxford University Press, 1939. Reprint ed. Tokyo [etc.]: Meiji Shobo [etc., 1964] 3d ed. Ashiya [Japan]: SoPA [1981] Vol. II/iii, pp. 897–915.
- “The Architecture of the Islamic Period. An Historical Outline. E. Architecture in the Early Periods According to Contemporary Documents,” in Survey. London and New York: Oxford University Press, 1939. Reprint ed. Tokyo [etc.]: Meiji Shobo [etc., 1964] 3d ed. Ashiya [Japan]: SoPA [1981] Vol. II/iii, pp. 975–980.
- “The Architecture of the Islamic Period. An Historical Outline. G. The Thirteenth Century,” in Survey. London and New York: Oxford University Press, 1939. Reprint ed. Tokyo [etc]: Meiji Shobo [etc., 1964] 3d ed. Ashiya [Japan]: SoPA [1981] Vol. II/iii, pp. 1046–1051.
- “The Architecture of the Islamic Period. An Historical Outline. H. The Fourteenth Century,” in Survey. London and New York: Oxford University Press, 1939. Reprint ed. Tokyo [etc.]: Meiji Shobo [etc., 1964] 3d ed. Ashiya [Japan]: SoPA [1981] Vol. II/iii, pp. 1052–1102.
- “The Architecture of the Islamic Period. An Historical Outline. K. Timurid Architecture. b. Typical Monuments,” in Survey. London and New York: Oxford University Press, 1939. Reprint ed. Tokyo [etc.]: Meiji Shobo [etc., 1964] 3d ed. Ashiya [Japan]: SoPA [1981] Vol. II/iii, pp. 1144–1164.
- “The Architecture of the Islamic Period. An Historical Outline. L. The Safavid Period,” in Survey. London and New York: Oxford University Press, 1939. Reprint ed. Tokyo [etc.]: Meiji Shobo [etc., 1964] 3d ed. Ashiya [Japan]: SoPA [1981] Vol. II/iii, pp. 1165–1225.
- “The Architecture of the Islamic Period. An Historical Outline. M. Bridges, Fortifications, and Caravanserais,” in Survey. London and New York: Oxford University Press, 1939. Reprint ed. Tokyo [etc.]: Meiji Shobo [etc., 1964] 3d ed. Ashiya [Japan]: SoPA [1981] Vol. II/iii, pp. 1226–1251.
- “Persepolis as a Ritual City,” Archaeology 10, June 1957, pp. 123–130. Persian Architecture; the Triumph of Form and Color. New York: G. Braziller [1965] Persian Architecture. London: Thames and Hudson [c1965].
- “Note on the Aesthetic Character of the North Dome of the Masjid-I-Jami’ of Isfahan,” in American University at Cairo. Center for Arabic Studies. Studies in Islamic Art and Architecture in Honour of Professor K. A. C. Creswell. [Cairo]: Published for the Center for Arabic Studies by the American University in Cairo Press, 1965.
- “Mythical and Ritual Elements in the Architecture and Ornament of Persepolis,” in Survey. Vol. XIV, New Studies 1938–1960. Proceedings, the IVth International Congress of Persiaian Art and Archaeology, Part A, April 24–May 3, 1960. Tokyo [etc.]: Meiji Shobo [etc., 1967] 3d ed. Ashiya [Japan]: SoPA [1981] Vol. XIV, pp. 3011–3016.

### فهرست آثار منتشره در زمینه فرش ایران
- Catalogue of a Loan Exhibition of Early Oriental Carpets from Persia, Asia Minor, the Caucasus, Egypt and Spain, January 1926. [Chicago]: The Art Club of Chicago, 1926. “Carpets. The Art of Carpet Making. A. History,” in Survey. London and New York: Oxford University Press, 1939. Reprint ed. Tokyo [etc.]: Meiji Shobo [etc., 1964] 3d ed. * Ashiya [Japan]: SoPA [1981] Vol. II (1st ed)/iii (subsequent eds), pp. 2437–2455.
- “Rugs and Carpets” [in part] in Encyclopædia Britannica. Vol. 19, paging varies. 1946–
- “The Garden Carpets: Form, Communication and Emotional Expressiveness,” in Survey. Vol. XIV, New Studies 1938–1960. Proceedings, the IVth International Congress of Persiaian Art and Archaeology, Part A, April24–May 3, 1960. Tokyo [etc.]: Meiji Shobo [etc., 1967] 3d ed. Ashiya [Japan]: SoPA [1981] Vol. XIV, pp. 3168–3171.
- “The Significance of Persian Textiles,” in Los Angeles County Museum, Los Angeles. Woven Treasures of Persian Art: Persian Textiles from the 6th to the 19th Century. Exhibition: Los Angeles County Museum, April–May, 1959. [Los Angeles, 1959] Pp. [13–16]